# Малый Актуру
Малый Актуру (устар. Малый Актру) — ледник в окрестностях горы Актуру Северо-Чуйского хребта Алтайских гор. Расположен на территории Кош-Агачского района Республики Алтай. Имеет длину около 3 км и площадь — 3 км².

## География
Ледник занимает долину между вершинами Караташ и Купол Трёх Озёр, под большим уклоном спускающуюся в ущелье. Большая часть Малого Актуру, расположенная на высоте около 3200 м, — относительно пологая с мощностью льда до 92 м. В своей нижней части ледник падает под значительным углом, образуя большой ледопад, и становится более пологим лишь ближе к языку, после впадения в него соседнего ледника Кар Малого Актуру. От него на нижнюю часть Малого Актуру периодически сходят лавины.
Язык ледника — бесснежный, опускающийся до высоты 2235 м. Из-под него вытекают ручьи, которые, объединяясь, образуют впадающий в Актуру водоток, иногда называемый Малым Актуру. В нижнем крае ледника могут образовываться временные ледниковые гроты.
На северной стороне горы Караташ на высоте 3600 м расположен небольшой висячий ледник (площадью около 1 км²). Короткий боковой отрог вершины разделяет его на 2 рукава, похожие на штанины, поэтому ледник имеет неофициальное название Троновы штаны, по имени советского исследователя Алтая, гляциолога и климатолога М. В. Тронова.
Исследования за изменениями баланса массы ледников Актуру ведутся чуть ли не с начала XX века исследователями из Национального научно-исследовательского Томского государственного университета. Систематические научные работы полустационарного характера были начаты ледниковыми экспедициями этого университета с начала Международного геофизического года, а стационарные круглогодичные наблюдения — с 1977 года, то есть с того времени, когда был введён в строй научный стационар ТГУ в Актуру. Всеми этими работами до самой своей кончины руководил Михаил Владимирович Тронов. С 1977 года начались и непосредственные наблюдения ледового баланса. Тогда впервые за много лет была выполнена снегосъёмка на ледниках Левый Актуру и Стажёр, а в 1980 году — на леднике Правый Актуру. В это время были организованы и зимовочные работы.
Аккумуляция снега на леднике в зимний сезон зависит от количества выпадающих атмосферных осадков и от их перераспределения метелевыми и лавинными процессами. Наибольшее накопление снега, судя по снегосъёмкам и измерениям осадков, происходит осенью и весной. Летом абляция часто прерывается снегопадами, что сразу же отражается на уменьшении расходов и коэффициента мутности ледниковых рек. Структура удельного баланса массы в наиболее типичной точке на ледниках Малый Актуру и Водопадный по величине отражает общую ситуацию для ледников Северо- и Южно-Чуйского хребтов Горного Алтая, которая определяется в основном по величине аккумуляции на высоте фирновой линии, измеряемой непосредственно в поле. В общем этот баланс близок к нулю. Сибирский гляциолог В. П. Галахов полагает, что результаты режимных наблюдений на леднике Малый Актуру не характерны для всех ледников Алтая. Вероятнее всего, эти результаты могут быть экстраполированы для долинных ледников и только в том случае, если величина абляции-аккумуляции на высоте фирновой границы соизмерима с этой же величиной для ледника Малый Актуру.

## Современное состояние ледника
В настоящее время все ледники горноледникового бассейна Актуру наблюдаются гляциологами. Поскольку ледник Малый Актуру особенно чутко реагирует на климатические изменения, его исследования производятся наиболее комплексно. В самые последние годы здесь не только работают международные мультидисциплинарные научные экспедиции и проводятся учебные практики студентов-географов, но и организуются международные научные полевые школы для молодых учёных. Первая такая школа состоялась в июле 2011 года. Эту школу проводили учёные из разных стран по инициативе Томского государственного университета.
У конца ледника Малый Актуру в XX веке были маркированы три тура, известные в литературе и в среде альпинистов и туристов как тур профессора ТГУ В. В. Сапожникова 1911 года, тур профессора ТГУ М. В. Тронова 1936 года и тур профессора ТГУ А. Н. Рудого 1976 года. За последние сто лет язык ледника Малый Актуру сократился от первого тура почти на 1 км, а от последнего указанного — более чем на 700 м. В начале XXI века темпы отступания края ледника и снижения его поверхности увеличились. Ниже на фотографиях показан характер деградации конца ледника за последние 10 лет.

## Спорт и рекреация на леднике Малый Актуру
В настоящее время на крутом склоне языка Малый Актуру проводятся ледовые тренировочные занятия для начинающих альпинистов, а также квалификационные сборы для опытных альпинистов. Альплагерь «Актру» располагается непосредственно в тайге на серединной морене XIX века, в полутора километрах от языка. Жилые и лабораторные здания постоянно действующего научного стационара Томского государственного университета, а также база поисково-спасательной службы МЧС России располагаются в тайге километром ниже по долине. Здания контрольно-спасательной службы Заслуженного спасателя России В. И. Якубовского оборудованы в лиственничной тайге на морене возле озера Сачки.

## Галерея
- Состояние конца ледника Малый Актуру в июле 2001 года
- Состояние конца ледника Малый Актуру в августе 2004 года
- Состояние конца ледника Малый Актуру в июле 2011 года
- Высокоточная геодезическая привязка тура Рудого. Состояние ледника Малый Актуру на 17 июля 2012 года
- Грот на конце языка ледника Малый Актуру. 19 июля 2012 года